# 北海道道1049号苫前小平線
北海道道1049号苫前小平線（ほっかいどうどう1049ごう とままえおびらせん）は、北海道苫前郡苫前町と留萌郡小平町を結ぶ一般道道（北海道道）である。未開通区間および冬期通行止め区間がある。

## 概要

### 路線データ
- 起点：北海道苫前郡苫前町字古丹別（国道239号交点）
- 終点：北海道留萌郡小平町字寧楽（北海道道126号小平幌加内線交点）
- 総延長：34.962 km
- 実延長：26.356 km
- 重用延長：0.406 km
- 未供用延長：8.200 km
- 未舗装延長：5.937 km

### 道路管理者
- 留萌振興局 留萌建設管理部 羽幌出張所
- 留萌振興局 留萌建設管理部 事業課

## 歴史
- 1984年（昭和59年）3月31日 - 路線認定[1]。
- 2010年（平成22年）7月16日 - 小平町字鬼鹿富岡から小平町字寧楽（寧楽貯水池付近）の区間が追加指定される[2]。

苫前町側は、道道168号三渓古丹別停車場線として1957年（昭和32年）3月30日に認定された経歴がある。苫前小平線認定に際して廃止された。

## 路線状況

### 別名
- ベアーロード（苫前町字三渓）

### 重複区間
- 北海道道437号羽幌原野古丹別停車場線（苫前町字古丹別）

### 未供用区間
- 苫前町字三渓 - 小平町字寧楽
区間延長：8.2 km

### 冬期交通規制（通行止め）
- 苫前町字三渓（三渓ゲート） - 苫前町字三渓国有林2028林班
区間延長：3.0 km
- 小平町字鬼鹿富岡361-6（北海道道958号大椴線交点） - 小平町字寧楽1309（七軒屋橋）
区間延長：5.4 km

### 道路施設

#### 主な橋梁
- 南出橋（93 m、三毛別川、苫前町字古丹別 - 苫前町字九重）
- 九重橋（87 m、三毛別川、苫前町字九重）
- 坂下橋（74 m、三毛別川、苫前町字九重）
- 共進橋（58 m、三毛別川、苫前町字九重）

#### 常設型ゲート
- 三渓ゲート（苫前町字三渓）
- 七軒屋橋ゲート（小平町字寧楽、七軒屋橋付近）

## 地理

### 通過する自治体
- 留萌振興局
  - 苫前郡苫前町
  - 留萌郡小平町

### 交差する道路
苫前町
- 国道239号 - 字古丹別（起点）
- 北海道道437号羽幌原野古丹別停車場線 - 字古丹別（重複）
- 北海道道1062号力昼九重線 - 字九重

小平町
- 北海道道958号大椴線 - 字鬼鹿富岡
- 北海道道126号小平幌加内線 - 字寧楽（終点）

### 沿線にある施設など
苫前町
- 古丹別郵便局
- 苫前町農業協同組合
- 苫前町立古丹別中学校

## その他
- 沿線の苫前町三渓は三毛別羆事件の発生地である。